# Le Rang
Le Rang est une nouvelle de François Mauriac publiée en 1938 dans le recueil Plongées aux éditions Grasset.

## Écriture de la nouvelle
François Mauriac écrit cette courte nouvelle au début de l'année 1936 en réalisant un retour partiel sur les thèmes développés dans Préséances (1921) — une famille bordelaise de la « bourgeoisie du bouchon » doit tenir son rang — et dans Genitrix (1923) — la toute puissante castratrice maternelle et l'acceptation filiale de celle-ci —. La première édition de Le Rang se fait le 12 mars 1936 dans la revue littéraire Candide, puis paraît aux éditions Grasset dans le recueil de courts textes intitulé Plongées.

## Résumé
Auguste Duprouy vient d'enterrer sa sœur et dernière parente dans le caveau familial de Langoiran. Son cousin Hector Bellade — qui lui verse une pension familiale depuis de nombreuses années au grand dam de son épouse Hortense qui voit là des frais exagérés pour un homme qui n'hésite pas, selon elle, à dépenser de l'argent pour un enterrement lointain — vient lui rendre visite dans les faubourg de Bordeaux et constate le dénuement total et la misère physique et psychologique qui entourent le vieil homme de soixante-six ans. Auguste est heureux de revoir son cousin d'enfance avec lequel il jouait dans le domaine landais d'une aïeule. Il se remémore avec lui le souvenir de sa mère et de ses deux sœurs Emma et Eudoxie, issues d'une famille de la haute bourgeoisie bordelaise, pour lesquelles le prestige du nom imposait des usages et des convenances très stricts : les femmes ne travaillent pas ; les hommes assurent les ressources familiales en travaillant au négoce du vin ; les apparences d'un certain niveau de vie doivent être maintenues à tout prix. Bien que deux des trois enfants Duprouy aient tenté de s'affranchir de ce carcan imposé par une mère tyrannique, cette dernière a toujours réussit à maintenir « le rang » et sa vision des usages dans sa famille. La lecture édifiante d'une lettre maternelle, conservée pieusement par Auguste, révèle à Hector le drame de la vie de son cousin qui fut convaincu d'abandonner les études, qu'il souhaitait entreprendre pour devenir professeur, afin de travailler pour les négociants Maucoudinat et privé de mariage par les stratégies délétères et castratrices de sa mère. Leur conversation se poursuit jusqu'au moment où le vieil Auguste s'évanouit sous l'effet de la faim et des privations ; Hector se sent dans l'obligation de l'emmener manger un buffet froid dans un café. Après quelques dernières confidences, les deux cousins se séparent. Quelques semaines plus tard, les Bellade apprennent la mort par inanition d'Auguste et Hortense Bellade décide, malgré le coût, de l'enterrer auprès de sa mère et de ses sœurs.

## Éditions
- Dans le recueil Plongée, éditions Grasset, 1938, rééd. 1946.
- Œuvres complètes, vol. VII, éditions Fayard, 1951.
- Œuvres complètes, tome III, Bibliothèque de la Pléiade, éditions Gallimard, 1981  (ISBN 2-07-010990-9).